# Propyn
Propyn är en alkyn. Dess strukturformel är CH3-C≡CH.

## Framställning
Propyn är en, ofta oönskad, biprodukt som bildas när man krackar propan för att producera propen.

## Egenskaper
Propyn existerar i jämvikt med allen som är dess motsvarande alken.
{\displaystyle {\rm {H_{3}CC\!\equiv \!CH\ {\overrightarrow {\leftarrow }}\ H_{2}C\!=\!C\!=\!CH_{2}}}}

## Användning
Propyn skulle kunna användas som raketbränsle på grund av sitt höga energiinnehåll och sin relativt höga smältpunkt. Propyn används ibland blandat med till exempel acetylen (etyn) som svetsgas när man behöver hög temperatur på lågan.